# William Herbert (1er comte de Pembroke, mort en 1570)
Pour les articles homonymes, voir William Herbert et Herbert.
William Herbert, 1er comte de Pembroke, 1er baron Herbert de Cardiff (né vers 1501, mort le 17 mars 1570 à Hampton Court) est un aristocrate et homme politique de la période Tudor, chevalier de l'ordre de la Jarretière. Il est le fondateur de la maison noble de Herbert.
Herbert est le fils de Richard Herbert, bâtard du 1er comte de Pembroke, et de Margaret Cradock.

## Homme de main
William Herbert est un jeune homme d'une ambition démesurée, doublée d'un tempérament colérique et violent. Dépeint par John Aubrey comme un bagarreur insatiable (a mad fighting fellow), le jeune Herbert fut d'abord page du comte de Worcester. Au cours d'une bagarre de la garde du comte avec des Gallois à Bristol, Herbert tua un mercier du nom de Vaughan et dut s'enfuir en France.
À son arrivée sur le continent, il s'engagea dans l'armée du roi François Ier, s'y taillant une grande réputation d'habileté et de courage au combat : « Il s'illustra en peu de temps, et reçut les faveurs du roi, qui plus tard le recommanda à Henri VIII d'Angleterre, lequel l'apprécia beaucoup, et le couvrit de faveurs. » : sa réputation d'homme de main était faite.
La première femme d'Herbert, Anne Parr (1515–1552), était la sœur de Catherine Parr, qui devint plus tard reine consort : il connut les faveurs de la cour par cette belle-sœur et fut anobli en 1544. Henri VIII, en reconnaissance de ses qualités d'homme de main, lui donna en apanage l'abbaye de Wilton et d'autres terres (Remesbury et le gouvernement du château de Cardiff) dès 1544. Il fit détruire l'abbaye pour édifier à la place le manoir de Wilton House dans les années 1540.

## Comte en titre

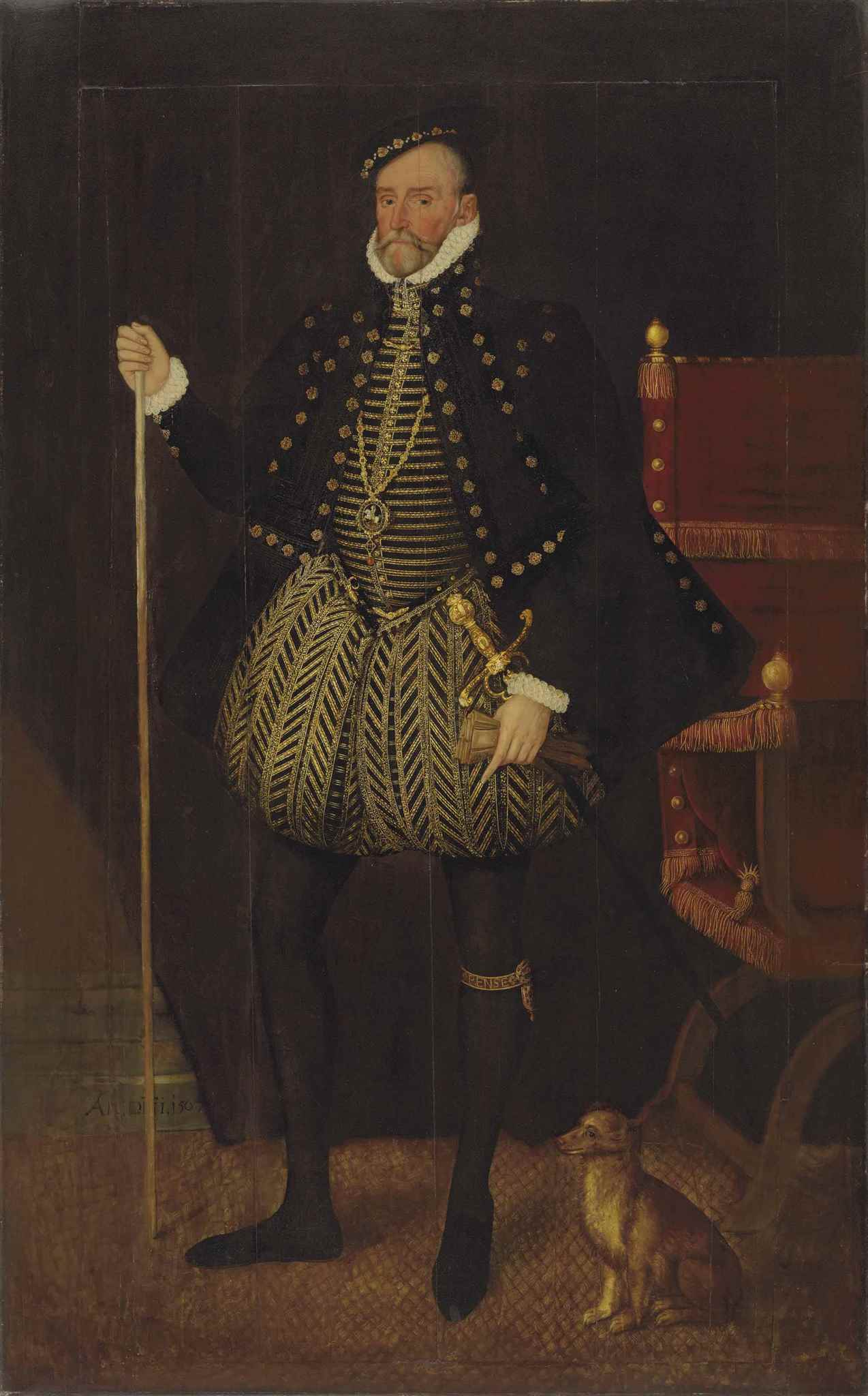
William Herbert, 1er comte de Pembroke en 1567.

Herbert est l'un des précepteurs du prince Édouard à la mort d'Henri VIII en 1547. En tant qu'exécuteur testamentaire du défunt monarque et bénéficiaire de généreuses donations de la Couronne, Il s'impose comme l'un des trois grands du royaume sous le règne d'Édouard, aux côtés du lord-protecteur Edward Seymour et de son rival, John Dudley, qui cherche son appui. Il prend finalement le parti de Dudley, et à la chute de Seymour, est récompensé par des terres dans le Wiltshire. Il est reçu chevalier de l'ordre de la Jarretière en 1549, créé baron Herbert de Cardiff le 10 octobre 1551, et 1er comte de Pembroke (dixième création) l'année suivante par ordre d'Édouard VI.
À la mort du roi Édouard VI, Herbert appuie les prétentions au trône de Jane Grey. Il arrange le mariage de son fils aîné et héritier, Henry, avec la sœur de Jane, Catherine Grey, au manoir de Durham le 25 mai 1553, le jour même où Jane Grey épouse Guilford Dudley. Le troisième mariage de ce jour-là est celui de la fille benjamine de John Dudley, Katherine et de Henry Hastings (3e comte de Huntingdon). Lorsqu'il devient clair que Marie la catholique allait monter sur le trône, il fait mettre sa belle-sœur Catherine à la porte, et demande le divorce. Le père de Catherine et sa sœur Jane sont tous deux exécutés pour haute trahison en février 1554 sur ordre de la reine Marie. Herbert prend lui-même ses distances avec la famille Grey déchue et s'attire les faveurs de la nouvelle reine en écrasant la révolte de Thomas Wyatt.
Son corps expéditionnaire anglais arriva trop tard pour pouvoir participer à la bataille de Saint-Quentin, mais il participe au pillage de la ville. Pembroke est le meilleur général de la reine Marie lors de la campagne de France.
Marie, quoiqu'elle ait des doutes quant à la loyauté du comte de Pembroke, le nomme pourtant gouverneur militaire de Calais, président du parlement de Galles, etc. Il jouit aussi jusqu'à un certain degré de la confiance de Philippe II d'Espagne. Il conserve son rang à la cour sous le règne d'Élisabeth Ire, du moins jusqu'en 1569, date où il se trouve compromis dans un projet de mariage entre Marie Stuart et le duc de Norfolk.
Selon les très vivantes Brief Lives de John Aubrey, « ... [il] ne savait ni lire ni écrire, mais avait un sceau à ses armes. (...) Il était de bonne disposition, mais fort colérique. À l’époque de la reine Marie, au rétablissement de la foi catholique, les nonnes se rendirent à l’abbaye de Wilton ; et ce William, comte de Pembroke, se rendit en personne, cape à la main, au portail qui donne sur la rue et qui à présent est muré, se jeta à genoux devant la mère abbesse, criant en pleurs : J’ai péché. Mais à la mort de la reine Marie, le comte revint (tel un tigre) à Wilton et courut vers les sœurs, criant Dehors, vieilles carnes! au travail! au travail, les vieilles! au fuseau! »
Herbert a pour secrétaire Robert Streynsham, qui est pasteur à Ospringe (près de Faversham dans le Kent).
Herbert a une affection particulière pour son petit chien. Aubrey rapporte à ce sujet qu'« il avait un petit bouledogue affectueux, que le comte aimait beaucoup, à la mort du comte, le chien ne voulut pas s'éloigner du corps de son maître, et se laissa mourir sous le catafalque. » On peut en effet apercevoir cet animal sur le portrait d'Herbert.

## Sa mort
William meurt le 17 mars 1570, au château de Hampton Court. On l'inhume le 18 avril 1570 dans la cathédrale Saint-Paul, aux côtés de sa première femme, Anne Parr-Herbert. Sa stèle funéraire a disparu dans le grand incendie de Londres (1666). Un monument dans la nouvelle crypte mentionne la disparition de ce monument historique.